# Mariusz Pałka
Mariusz Pałka (ur. w 1952 w Tarnowie) – polski grafik, malarz.
Odbył studia w Akademii Sztuk Pięknych w Krakowie na Wydziale Grafiki w Katowicach. Uzyskał dyplom w Pracowni Projektowania Przestrzennego u dr. Gerarda Labusa, oraz w Pracowni Wklęsłodruku prof. Andrzeja Pietscha w 1976. Obecnie jest profesorem, od 1997 roku pracuje w macierzystej uczelni prowadząc Pracownię Wypukłodruku w Katedrze Grafiki Warsztatowej na ASP w Katowicach, gdzie uprawia m.in.: sitodruk, suchoryt, akwafortę, drzeworyt i gipsoryt. Brał udział w ponad 120 wystawach w Polsce i za granicą, w tym:
- Galeria „Grotta Nobile”[2], (1998, Kraków)
- Międzynarodowe Biennale / Triennale Grafiki w Krakowie w (1980, 1986, 1991, 1994, 1997, 2003 roku)[2],
- Intergrafia, Katowice w (1980, 1986, 1991 roku)[2],
- Międzynarodowe Biennale Grafiki[2]; Fredrikstad (1982, Norwegia), Lublana (1989, Słowenia), Warna (1989, Bułgaria), Kanagawa (1992, Japonia), Kochi (1993, Japonia)
- Im Haus Monheim[2] (1993, Berlin)
- Miluza (Francja)

Otrzymał wiele nagród i wyróżnień w konkursach krajowych i zagranicznych takich jak:
- Międzynarodowa Wystawa Exlibrisu
- Rijeka[2], – (2001, Chorwacja)
- 2 Triennale Grafiki Polskiej, – (1994, Katowice)